# Проскурино
Проску́рино (рос. Проскурино) — село у складі Бузулуцького району Оренбурзької області, Росія.

## Населення
Населення — 662 особи (2010; 792 у 2002).
Національний склад (станом на 2002 рік):
- росіяни — 96 %